# محتوى البرقيات الدبلوماسية الأمريكية المسربة (إيران)
شملت البرقيات الدبلوماسية الأمريكية المسربة عددًا من الدول بما في ذلك إيران. حصلَ التسريب الذي بدأ في 28 نوفمبر 2010؛ عندما قام موقع ويكيليكس – وهي منظمة دولية غير ربحية تعملُ على نشرِ الأخبار والمعلومات السريّة بناءً على مصادر مجهولة – بنشرِ مئات البرقيات الدبلوماسية بينَ وزارة الخارجية الأمريكية وبعثاتها الدبلوماسية في جميع أنحاء العالم.

## العلاقات الإيرانية العربية
تُشير البرقيات المسربة إلى شعور أمريكي بعدم ثقة قادة الحكومات العربية بإيران بل يُشجع القادة العرب على توجيه واشنطن لضربةٍ عسكريةٍ للمنشآت النووية في إيران. تُظهر الرسائل أيضًا أن العاهل السعودي الملك عبد الله قد حثّ مرارًا وتكرارًا الولايات المتحدة على مهاجمة المنشآت النووية الإيرانية، ففي إحدى البرقيات الدبلوماسية؛ قالَ الملك عبد الله إنه من الضروري «قطع رأس الأفعى» في إشارةٍ إلى البرنامج النووي الإيراني. يُلاحظ في التسريبات أيضًا امتناع القادة العرب عن انتقاد إيران علنًا بينما يفعلون ذلك سرًا.

### العلاقات الإيرانيّة الإماراتية
حثّ محمد بن زايد ولي عهد أبوظبي الولايات المتحدة على عدم استرضاء طهران وقال إن الرئيس الإيراني محمود أحمدي نجاد هوَ هتلر.

### العلاقات الإيرانية البحرينيّة
نُقل عن ملك البحرين حمد بن عيسى بن سلمان آل خليفة عام 2009 قوله: «يجب وقفُ [ برنامج إيران النووي ... خطر تركه أكبر من خطر إيقافه.»

### العلاقات الإيرانية المصرية
نُقل عن اللواء محمد العصار؛ مساعد وزير الدفاع المصري محمد حسين طنطاوي في عام 2009 قوله إن «مصر تَعتبر إيران تهديدًا للمنطقة.»

## صواريخ كوريا الشمالية
قدرت المخابرات الأمريكية أن إيران حصلت على صواريخ متطوّرة من كوريا الشمالية وهيَ صواريخ أقوى من التي اعترفت بها الولايات المتحدة علانية. حسب ذات التسريبات؛ فإنّ هذه الصواريخ من طِراز هواسونغ 10 وَيصلُ مداها إلى حوالي 2,000 ميل (3,200 كـم).

## الصراع الداخلي
ترى الولايات المتحدة – حسبَ التسريبات – أن هناك خلافًا بين الرئيس أحمدي نجاد وقائد الحرس الثوري محمد علي جعفري كما تتطرق إحدى البرقيات المسربة إلى حادثٍ حصلَ أثناء اجتماع المجلس الأعلى للأمن القومي عندما صرّح أحمدي نجاد فيما يتعلق بالتعامل مع احتجاجات المعارضة وقالَ بأن الناس يشعرون بالاختناق؛ ويأملُ في نزع فتيل هذه الأزمة من خِلال إتاحة مزيدٍ من الحريات الشخصية والاجتماعية بما في ذلك حرية الصحافة لكنّ جعفري ردّ عليهِ بالقول: «أنت مخطئ! في الواقع؛ أنتَ هو الذي خلق هذه الفوضى! والآن تُطالب بالمزيد من الحريات؟» كما زعمت الرسالة الدبلوماسية المسربة أن جعفري صفعَ نجاد على وجهه فحصلت ضجّة كبيرة أُلغي على إثرها اجتماع مجلس الأمن القومي قبل أن يتمّ حلّ الإشكال بعد تدخل أحمد جنتي.

## إعادة ظهور حزب توده
وردَ في التسريبات تقاريرٌ تُفيد بعودة حزب توده المحظور منذ فترة طويلة واكتسابهِ لمكانة في وسطِ الطبقة العاملة بل لعبَ دورًا مُهمًا في اضرابات عام 2009.

## صحة علي خامنئي
صرح حليفٌ مجهول للرئيس الإيراني السابق أكبر هاشمي رفسنجاني بأن القائد الأعلى علي خامنئي يُعاني من سرطان الدم ومن المتوقع أن يموت في شهور كما وردَ في البرقية المسربة بأن رفسنجاني لا يرغبُ في التدخل في الانتخابات الرئاسية الإيرانية لكنّه ينوي خلافة خامنئي بعدَ وفاته ما سيمكّنه من إلغاء انتخابات أحمدي نجاد بالكامل.

## استغلال جمعية الهلال الأحمر
تُشير الرسائل المسربة بين الفروع الدبلوماسية الأمريكية وواشنطن أن جمعية الهلال الأحمر الإيراني تخضع لسيطرة الحكومة بل شاركت في تهريب الأسلحة وجمعت الكثير منَ المعلومات الاستخبارية نيابة عن إيران.

## العقوبات الأمريكية
أشار برقية من وزارة الخارجية الأمريكية إلى أن الولايات المتحدة تضغطُ على حلفائها من أجلِ مزيدٍ من العقوبات على إيران ردًا على برنامجها النووي.

## المُراسلات الإيرانية الكندية
في رسالةٍ مسربة يُخبر جيم جود المدير السابق لجهاز المخابرات الأمنية الكندية إليوت كوهين المسؤول بوزارة الخارجية الأمريكية: «نحنُ قلقون للغاية من إيران.» في السياق ذاته؛ كانت المخابرات الكنديّة قد راسلت وزارة الاستخبارات والأمن الوطني الإيرانية بعد أن طلبت طهران قناة اتصالٍ معَ كندا.
لقد وافقَ الإيرانيون على «تقديم المساعدة» خلال الحرب في أفغانستان بما في ذلك تبادل المعلومات بشأن الهجمات المحتملة؛ ويَقول جود في رسالتهِ أيضًا: «لم نفهم ما كان يودهُ الإيرانيون على وجهِ التحديد ... ربما كانوا يريدون الاستنزاف البطيء لقوّة الناتو العسكرية في أفغانستان.»

## الجريمة المنظمة
وردَ في برقية مرسلة من السفارة الأمريكية في باكو بأذربيجان عام 2009 بأن «هناك شكوكٌ واسعة في أنّ العديد من الإيرانيين في باكو يقومون بأنشطة غير مشروعة وأن هذه الأنشطة مرتبطة بطهران وتشملُ خرق العقوبات، غسل الأموال، الحصول على قطع الغيار والمعدات، إدرار الإيرادات للحرس الثوري وتهريب المخدرات القادِمة من إيران.» تذكرُ البرقية أيضًا أن العديد من الإيرانيين المقيمين في باكو من خلفيات مختلفة بما في ذلك الطلاب ورجال الأعمال ونشطاء حقوق الإنسان يُشاركون في هذه الأنشطة.